# Torismundo (rei visigótico)
Torismundo (em gótico: Þaurismoþs; em latim: Thorismundus), também variadamente chamado Torismodo (Thorismodus) ou Turismão (Thurismo), foi um rei visigótico do século V que teria governado na Gália entre 451 e 453.

## Vida
Torismundo era o filho mais velho do rei Teodorico I (r. 418–451) e irmão dos nobres Frederico, Ricímero e Himnerido, dos reis Teodorico II (r. 453–466) e Eurico (r. 466–484) e de duas damas de nome desconhecido, uma que casar-se-ia com o rei suevo Requiário I (r. 448–456) e a outra que casar-se-ia com o rei vândalo Hunerico (r. 477–484). Provavelmente foi neto de Alarico (r. 395–410).
Aparece pela primeira vez em 451, quando lutou, ao lado de seu pai e irmão Teodorico, na Batalha dos Campos Cataláunicos contra Átila, o Huno (r. 434–453). Sabe-se que foi ferido na cabeça e por pouco evitou de ser capturado pelos hunos. Com a morte de seu pai no combate, Torismundo sucedeu-o no trono visigótico no mesmo ano. Para tal, retornou apressadamente para Tolosa para assegurar sua ascensão diante dos seus irmãos.